# Carl Pollesch
Carl Pollesch (* 15. August 1891 in Elberfeld; † vmtl. 1945) war ein deutscher Politiker und von 1937 bis 1945 Bezirksbürgermeister des Berliner Bezirks Tempelhof.

## Leben
Er war Sohn von Johann August Albert Pollesch und Emilie Caroline Charlotte Mantel und von Beruf Kaufmann. Er wohnte in Berlin-Steglitz zuerst Am Eichgarten 3 und später in der Stindestraße 1.
Er trat zum 1. Mai 1930 der NSDAP bei (Mitgliedsnummer 231.815) und war als politischer Leiter auf Kreisebene tätig.
Bei den Wahlen zur Berliner Stadtverordnetenversammlung im März 1933 errang er kein Mandat, wurde aber mit Wirkung zum 7. Juni 1933 von Wilhelm Kube, Oberpräsident der Provinz Brandenburg, zur kommissarischen Wahrnehmung der Amtsgeschäfte eines unbesoldeten Stadtrates des Bezirksamtes Berlin-Tempelhof bestimmt.
Am 19. Juli 1933 wurde Pollesch dann als Staatskommissar zum besoldeten Bezirksstadtrat von Berlin-Tempelhof ernannt. Er verwaltete zuerst hauptsächlich die Abteilungen Schulwesen und Volksbildung sowie Markt-, Gewerbe- und Wahlangelegenheiten, später dann auch die Steuer-, Finanz- und Grundstücksämter.
Er blieb auch nach dem Gesetz über die Verfassung der Hauptstadt Berlin vom 29. Juni 1934, das die formalrechtlichen Grundlagen zur Durchsetzung des NS-Führerprinzips in der Verwaltungsstruktur Berlins schuf, kommissarisch hauptamtlicher Bezirksstadtrat. Mitte 1935 übernahm Pollesch von Roland Faulhaber (ebenfalls NSDAP-Mitglied) die Stellvertretung des Bezirksbürgermeisters und wurde Erster Bezirksstadtrat.
Im April 1936 wurde Pollesch persönlich von Adolf Hitler als NSDAP-Kreisleiter bestätigt.
Im Juni 1937 übernahm er nach dem Ausscheiden des bisherigen Bezirksbürgermeisters Reinhard Bruns-Wüstefeld dessen Geschäfte und wurde am 22. November 1937 vom Berliner Oberbürgermeister Julius Lippert zum Bürgermeister des Bezirks Tempelhof ernannt.
Im Januar 1944 erhielt er das von Adolf Hitler gestiftete Kriegsverdienstkreuz 1. Klasse und im April 1944 in der Ausführung mit Schwertern.
1945 soll Pollesch von sowjetischen Militärdienststellen verhaftet worden sein. Von dort aus verliert sich seine Spur. Nach anderen, unbestätigten Quellen soll er in Berlin-Steglitz Selbstmord begangen haben.
Sein Amtsvorgänger war Reinhard Bruns-Wüstefeld (DVP) von 1924 bis 1937, sein Nachfolger wurde im April 1945 Willy Kramm.